# Joachim Podiebradowicz

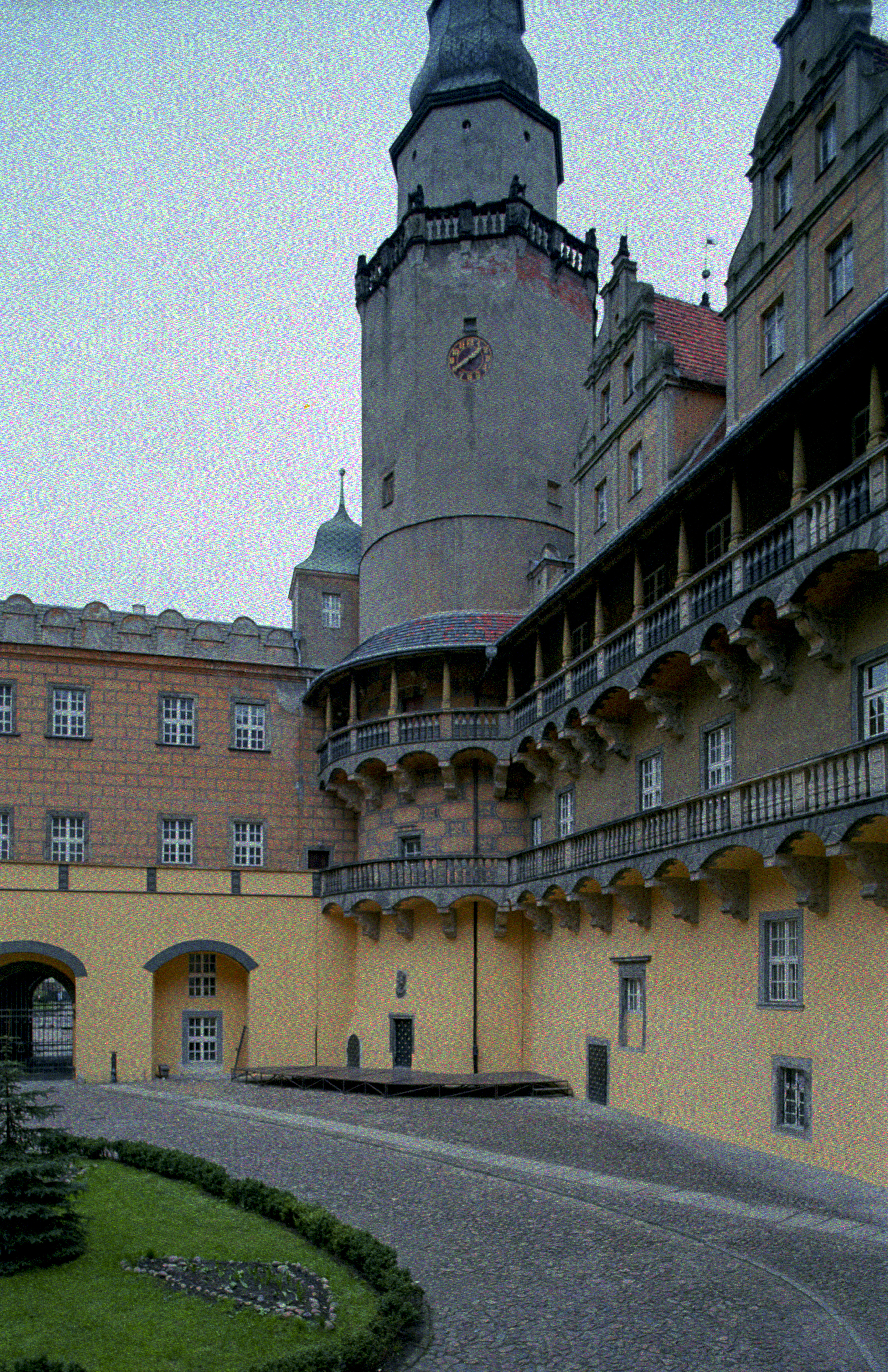
Zamek oleśnicki, miejsce narodzin Joachima

Joachim Podiebradowicz, cz. Jáchym z Minstrberka lub Jáchym z Poděbrad, niem. Joachim von Münsterberg lub Joachim von Podiebrad (ur. 18 stycznia w 1503 r. w Oleśnicy, zm. 27 grudnia 1562 r. we Wrocławiu) – książę ziębicki i oleśnicki w latach 1536–1542, książę-biskup brandenburski w latach 1545–1560, tytularny hrabia kłodzki z dynastii Podiebradów.

## Życiorys

### Wczesne lata życia
Joachim urodził się w 1503 roku w Oleśnicy jako drugi syn Karola I Podiebradowicza, księcia oleśnicko-ziębickiego i jego żony Anny, córki Jana II Szalonego, księcia żagańskiego. W latach 1515–1517 jego ojciec edukację młodego księcia powierzył Johannowi Hessowi, kanonikowi nyskiemu, który potem stał się jednym z ważniejszych reformatorów religijnych na Śląsku.

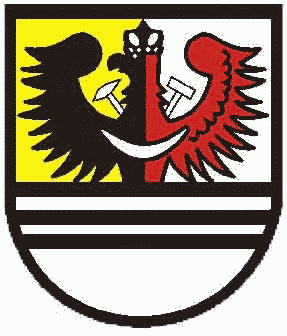
Herb Srebrnej Góry nadany miastu w 1536 roku przez Podiebradowiczów

### Panowanie
Po śmierci Karola I w 1536 roku, Joachim przejął wspólne rządy razem z młodszymi braćmi Henrykiem II, Janem i Jerzym II w księstwach ziębickim i oleśnickim. Jedną z ich pierwszych decyzji było nadanie 25 czerwca tego samego roku praw miejskich Srebrnej Górze, co związane było z rozwojem górnictwa w tej sudeckiej osadzie.
W tym samym czasie Joachim przeszedł na wiarę luterańską, której był gorącym zwolennikiem jeszcze za życia swojego ojca. W związku z tym w 1537 roku wypędził z Ziębic księży katolickich, powołując w ich miejsce luterańskiego pastora. Tego samego roku Joachim spotkał się w Budziszynie z elektorem Brandenburgii, Joachimem II Hektorem, który obiecał mu objęcie w niedalekiej przyszłości jednego z biskupstw w Lubuszu lub Brandenburgu, gdy te się zwolnią. W zamian uzyskał on zrzeczenie się roszczeń przez Joachima do Krosna Odrzańskiego.
W 1542 roku bracia Podiebradowicze zastawili księstwo ziębickie Fryderykowi II, władcy brzesko-legnickiemu za 70 tysięcy florenów. Jednocześnie Joachim zrezygnował z rządów w księstwie oleśnickim.

### Biskup brandenburski

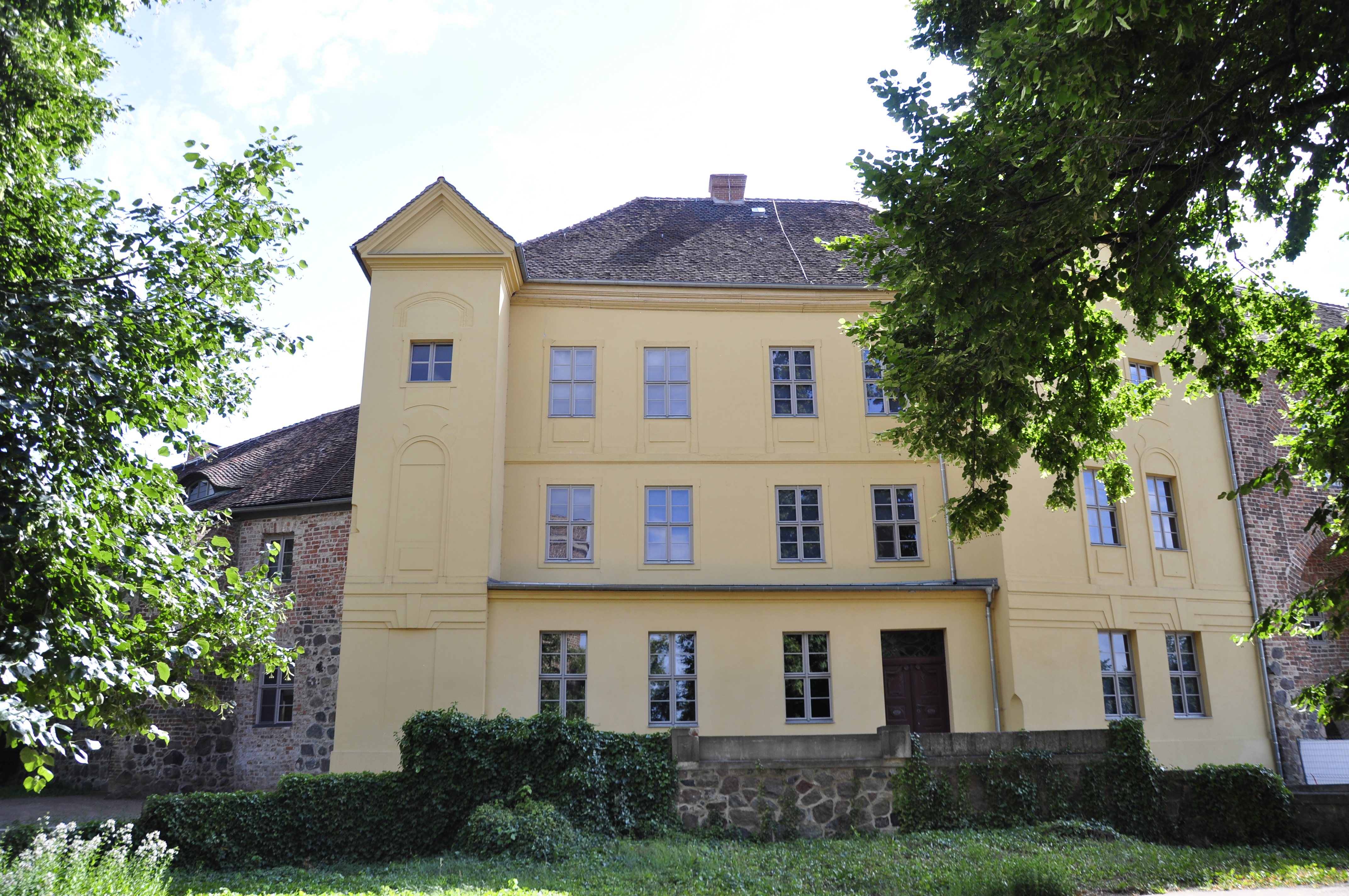
Zamek Ziesar, rezydencja biskupów brandenburskich

Kapituła katedralna w Brandenburgu była przeciwna reformacji i krytycznie odnosiła się do przyjścia przez elektora Joachima II Hektora na wyznanie ewangelicko-augsburskie w 1539 roku, w związku z tym blokowała wybór Joachima Podiebradowicza na biskupa. Mimo to elektor zamierzał wypełnić swoje zobowiązania i 6 listopada 1545 roku mianował Joachima biskupem brandenburskim. Jednocześnie otrzymał tytuł księcia Rzeszy wraz ze sporymi włościami w Brandenburgii, stanowiącymi osobne świeckie władztwo. W 1560 roku abdykował na rzecz syna Joachima II Hektora, Jana Jerzego. Niedługo potem w 1572 roku biskupstwo brandenburskie zostało inkorporowane do Elektoratu Brandenburgii. Joachim Podiebradowicz wrócił do rodzinnych stron, gdzie do swojej śmierci sprawował opiekę nad swoimi bratankami – Henrykiem III i Karolem II w księstwie bierutowskim. Zmarł w 1562 roku we Wrocławiu.